# إدمون إينوكا
إدمون إينوكا (بالفرنسية: Edmond Enoka)‏ (مواليد 17 ديسمبر 1955) هو لاعب كرة قدم. يلعب مع منتخب الكاميرون لكرة القدم. سبق له أن لعب في كأس العالم لكرة القدم مع منتخب بلاده.

## روابط خارجية
- إدمون إينوكا على موقع الاتحاد الدولي (مؤرشف)  (الإنجليزية)
- إدمون إينوكا على موقع قاعدة بيانات كرة القدم.إي يو (الإنجليزية)
- إدمون إينوكا على موقع ناشيونال فوتبول تيمز (الإنجليزية)
- إدمون إينوكا على موقع عالم كرة القدم.نت (الإنجليزية)